# Coward or Hero
Coward or Hero è un cortometraggio muto del 1911. Il nome del regista non viene riportato nei credit del film.

## Trama
Ned e Jack sono cresciuti insieme. Da bambini, Jack ha sempre difeso l'amico, timido e debole, che gli altri ragazzini tacciavano di codardia. Ora, ormai grandi, i due giovani devono trovare un lavoro: mentre Jack accetta senza esitazioni il pericoloso lavoro di minatore, Ned lo rifiuta, preferendo diventare giardiniere. Un giorno, la cittadina mineraria viene scossa da un'esplosione. Ned, accorso sul posto, si offre volontario per andare a salvare l'amico rimasto prigioniero mentre tutti gli altri soccorritori si sono tirati indietro, chi per una ragione, chi per l'altra. Calatosi nel pozzo, Ned trova l'amico ferito. Dopo averlo legato, lo fa salire in superficie ma un'altra esplosione apre una falla che fa fuoriuscire l'acqua nella galleria, inondando la miniera dove l'eroico Ned non può far altro che soccombere.

## Produzione
Il film fu prodotto dalla Vitagraph Company of America.

## Distribuzione
Distribuito dalla General Film Company, il film - un cortometraggio in una bobina - uscì nelle sale cinematografiche USA il 14 gennaio 1911.